# Парламентарни избори у Краљевини Србији 1901.
Нови Устав из 1901 године је октроисан, противно ранијој уставотворној пракси. Нови Устав донео је неколико значајнијих новина. Најглавнија од свих била је та што је предвидео дводомни представнички систем, увођењем установе Сената. Да би се донели и органски закони уз овај Устав, избори за нову Народну скупштину одређени су за 22. мај 1901, за четворогодишњи скупштински период од 1901—1904 године, док су избори за Сенат били одређени за 5. август исте године.
Избори за Народну скупштину извршени 22. маја 1901 дали су радикално−напредњачкој фузији преко 130.000 гласова у целој земљи. Листе „самосталних" радикала добиле су нешто преко 40.000 гласова, a Либерална странка добила је преко 30.000 гласова. Избори за Сенат извршени су у целој земљи 5. августа, a било је бирано 18 сенатора; дали су већину Народној радикалној странци.
Верификацију пуномоћја вршио је, према одредби Устава, Касациони суд. Касација је верификовала све мандате сем три посланичка мандата на чијем су избору вршене неправилности, a одбила је да верификује и мандат сенатора изабраног у Крушевцу, такође ради неправилности.